# Небо зі сталі. Оповістки з Меекханського прикордоння
«Небо зі сталі. Оповістки з Меекханського прикордоння» (пол. Niebo ze stali. Opowieści z meekhańskiego pogranicza) — третя книга з циклу епічного фентезі Роберта М. Веґнера «Оповістки з Меекханського прикордоння», ця книга, на відміну від перших двох, є повноцінним романом (а не збіркою оповідань).
Роман вийшов у березні 2012 року у видавництві «Powergraph».
Основними героями є: члени чаардану Ласкольника — Кайлін-анн-Алеван та Дагена, а також солдати Шостої Родини Гірської Гвардії, включаючи лейтенанта Кеннета-Лю-Даравита.

## Зміст книги
- Частина перша. Смак заліза (9 розділів)
- Частина друга. Смак крові (12 розділів)

## Нагороди
Роман «Небо зі сталі» була нагороджена Сфінксом за найкращий польський роман 2012 року.
Роберт М. Веґнер у 2013 році отримав премію Януша А. Зайделя у номінації «найкращий роман» за «Небо зі сталі».
Роман «Небо зі сталі» завоював Срібну нагороду, яку присуджує журі Літературної премії Єжи Жулавського у 2013 році.

## Фрагменти
- Фрагмент з сайту видавництва
- Фрагмент #1
- Фрагмент #2